# Дума, Владимир Васильевич
Владимир Васильевич Дума (род. 2 марта 1972 года в Нижнем Быстром) — украинский велогонщик, Мастер спорта СССР международного класса по велоспорту. трёхкратный чемпион Украины (1991, 1998, 2001), участник Олимпийских игр 2000 и 2004 годов.

## Биография
Владимир Дума родился 2 марта 1972 года в с. Нижний Быстрый, Хустский район. Вскоре его семья переехала в с. Великие Лазы, также Закарпатская область. Его младший брат Василий также занимался велоспортом, выполнил норматив мастера спорта СССР. В 1990 на международной гонке стал бронзовым призёром (индивидуальная групповая гонка). В 1991 году окончил Броварское высшее училище физической культуры и теперь работает тренером-преподавателем по велоспорту в ужгородской ДЮСШ районного управления образования.
Первым тренером Думы был мастер спорта СССР по велоспорту, а ныне тренер ужгородской ДЮСШ Леонид Гаврилович Костик.
В 1989 году Дума выступал на первенстве СССР по велоспорту среди юниоров, которое проходило в прибалтийском городе Каунас. Финишировал в первой десятке. В следующем году в составе юношеской сборной СССР на чемпионате мира, который состоялся в Англии (групповая гонка, 150 км), показал высокий пятый результат.
В 1991—2008 годах — член сборной команды Украины по велоспорту. В 1991 году стал первым спортсменом из Закарпатья, который стал чемпионом независимой Украины (соревнования проходили в Крыму).
В 2000 году Дума отправился на Олимпийские игры в Сидней, где финишировал на 27-м месте в первой общей группе. Через четыре года на Олимпиаду в Афинах велосипедистов привезли за день до старта и они, по словам Думы, не были готовы к такой жаре. В определённый момент гонки он почувствовал, что находится на грани теплового удара: внезапно его начало лихорадить, стало плохо. Именно поэтому Дума и сошёл с дистанции — впервые в своей карьере велогонщика.
Также в 2004 году Дума вместе со своими младшими коллегами из ужгородской ДЮСШ ФСО «Колос» принял участие в символическом велопробеге по маршруту Ужгород (украинско-словацкая граница) — Чоп (украинско-венгерская граница) — Берегово — Виноградово — Хуст — Тячев — Солотвино (украинско-румынская граница) — Рахов — Ужгород (Холм Славы), приуроченном к 60-летию Победы над немецко-фашистскими захватчиками.